# Baindex
Baindex is een Belgisch historisch merk van bromfietsen.
Dit bedrijf produceerde slechts korte tijd bromfietsen met het beroemde Ducati Cucciolo viertaktblokje.
Hoewel dit blokje in een fietsframe gemonteerd kon worden maakte men hier bij Baindex een alleraardigst bromfietsje van, door het tankje op een extra framebuis te monteren en het motortje deels te "overkappen". Men had ook een modificatie aan het blokje toegepast: de stoterstangen waren vervangen door dunne trekstangetjes.